# Lista över grundskolor i Göteborg 1970

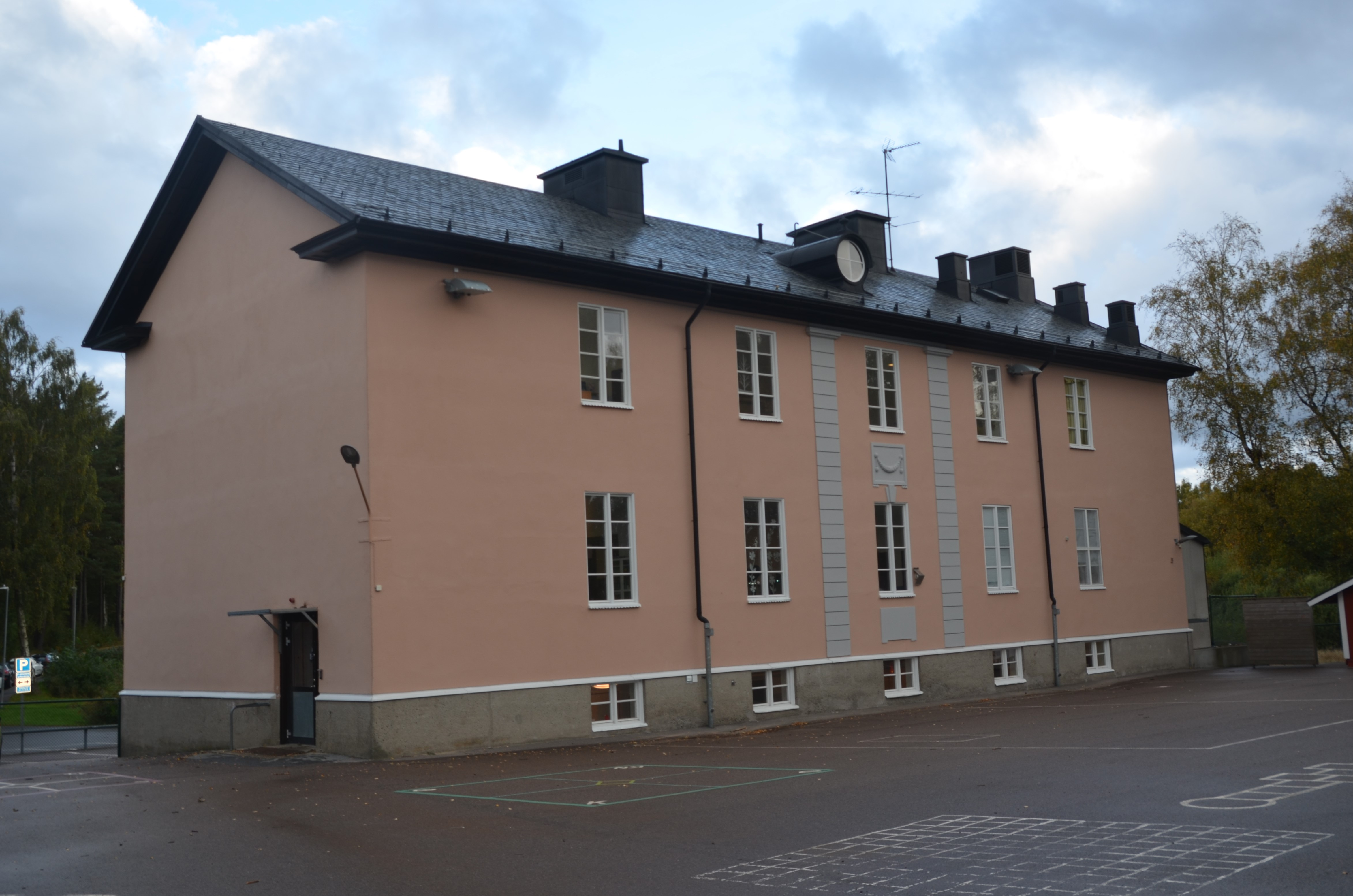
Högenskolan

Lista över grundskolor i Göteborg 1970, sorterade i bokstavsordning.
A
- Agnesbergsskolan, Agnesberg
- Annedalsskolan, Folkskolegatan 4
- Assaredsskolan, Decenniumgatan 13

B
- Backaskolan, Backavägen
- Backegårdsskolan, Universumsgatan
- Bagaregårdsskolan, Bagaregårdsgatan 4
- Bergsjöskolan, Rymdtorget
- Bergums skola, Olofstorp
- Bjurslättsskolan, Konvaljegatan
- Björkhöjdsskolan, Önneredsvägen 18
- Björkåsskolan, Jordledningsgatan 3
- Blöseboskolan, Hjällbo
- Brudbergsskolan, Heidenstams gata 2
- Brunnsboskolan, Klassikergatan
- Bräckeskolan, Tönsbergsgatan 1
- Bräcke Östergård, Bräckevägen
- Buaskolan, Tuppfjätsgatan
- Buråsskolan, Framnäsgatan 25
- Bärbyskolan, Säve
- Böskolan, Lilla Danska vägen 1
- Broströmska skolan, Welandergatan 37

D
- Dala, lilla, Grimmeredsvägen 14
- Dala, stora, Grimmeredsvägen 10
- Djurgårdsskolan, Djurgårdsgatan 29

E
- Ekebäcksskolan, Positivgatan 3
- Engelbrektsskolan, Engelbrektsgatan 1
- Eriksboskolan, Eriksbo Östergärde 45
- Erikslundsskolan, Wadköpingsgatan 151

F
- Fjällskolan, Fjällgatan 40
- Fjällboskolan, Sysslomansgatan
- Flatåsskolan, Nymilsgatan 33
- Flickhemmet Hagen, Kullavik
- Fogdegårdsskolan, Teologgatan 2
- Framnässkolan, Såpebruksgatan 4
- Fågelroskolan, Vårvädersgatan 12

G
- Gamlestadsskolan, Lars Kaggsgatan 29
- Gathenhielmska skolan, Karl Johansgatan 16
- Glöstorpsskolan, Glöstorpsvägen
- Gråbergsskolan, Gråbergsgatan 30
- Guldhedsskolan, Dr Heymans Gata 1
- Gunnestorpsskolan, Grinnekullegatan
- Gunnilseskolan, Angered
- Gärdsåsskolan, Tideräkningsgatan 3
- Götabergsskolan, Molinsgat 6

H
- Hagens skola, Hagens Kapellväg 1
- Helgeredsskolan, Stensvägen
- Hisingstadsskolan, Pumpgatan
- Hjällboskolan, Hjällboplatsen
- Hundraårsskolan, Hundraårsgatan 32
- Högenskolan, Svartskärsvägen, Fiskebäck
- Högsboskolan, Rubelgat 1-3
- Hökegårdsskolan, Rimfrostgatan 2
- Höstskolan, Höstvädersgatan 51-57

J
- Johannebergsskolan, Olof Rudbecksgatan 4
- Järnbrottsskolan, Gnistgatan
- Jättestensskolan, Norrviksgatan

K
- Kalenderskolan, Kalendervägen 2-4
- Kallebäcksskolan, Boråsvägen
- Nya Kallebäcksskolan, Sankt Sigfridsgatan 93
- Kannebäcksskolan, Bronsåldergatan 82
- Karl Johansskolan, Amiralitetsgatan
- Kaverösskolan, Klarinettgatan
- Kavåsskolan, Barytongatan 2
- Kronängsskolan, Tunnlandsgatan 2
- Kungsladugårdsskolan, Birger Jarlsgatan
- Kvillebäcksskolan, Herkulesgatan
- Kyrkbyskolan, Lundby Kyrkby
- Kålltorpsskolan, Intagsgatan 14
- Kärraskolan, Hisings Kärra
- Kärralundsskolan, Birkagatan 61
- Kärrdalsskolan, Myrekärrsvägen

L
- Landamäreskolan, Daggdroppegatan
- Lerlyckeskolan, Hemmansögaregatan 11
- Lillebyskolan, Torslanda
- Gamla Lundenskolan, Kärralundsgatan
- Nya Lundenskolan, Kärralundsgatan i stadsdelen Lunden. Skolan invigdes den 31 januari 1948 av undervisningsrådet David Andersson.
- Gamla Långedragsskolan, Eckragatan 36
- Nya Långedragsskolan, Patrullgatan
- Långmosseskolan, Salviagatan 56
- Lövåsskolan, Förstamajgatan 24

M
- Majvikshemmet, Kusttorget 30
- Mossebergsskolan, Dr Hålens Gata 9

N
- Noleredsskolan, Torslanda
- Nordhemsskolan, Nordhemsgatan 51-61
- Nylöseskolan, Ambrosiosgatan
- Nytorpsskolan, Bredfjällsgatan 70

O
- Odinsskolan, Odinsgatan 15-17
- Oscar Fredriksskolan, Fjällgatan 1

P
- Påvelundsskolan, Ängkärrsqatan 22
- Gamla Påvelundsskolan, Traneredsvägen 33

R
- Rambergsskolan, Övre Hallegatan 1
- Ramsdalsskolan, Hundraårsgatan 1
- Redbergsskolan, Örngatan 6
- Robertshöjdsskolan, Träkilsgatan 13
- Rosendalsskolan, Sörensens Gata 2
- Ryaskolan, Erik Väderhatts Gata
- Römosseskolan, Kanelgatan
- Röseredsskolan, Agnesberg

S
- Römosseskolan, Kvadrantgatan 86
- Sannaskolan, Jordhyttegatan 5
- Sjumilaskolan, Friskväderstorget
- Skogomeskolan, Hisings Backa
- Skytteskolan, Marklandsgatan 21
- Skårsskolan, Snöskategatan
- Lilla Skårsskolan, Lövträdsgatan
- Slottsbergsskolan, Munspelsgatan 6
- Solbackeskolan, Stjärnbildsgatan
- Sommarskolan, Köldgatan 15-21
- Spinettskolan, Dragspelsgatan 35
- Svartedalsskolan, Svartedalsgatan 2

T
- Talldungeskolan, Julaftonsgatan 94
- Toleredsskolan, Vinlandsgatan 1
- Tomtebergsskolan, Positivgatan 3
- Topasskolan, Safirgatan 14
- Torpaskolan, Billerudsgatan 1
- Torslandaskolan, Torslanda
- Treröseskolan, Mildvädersgatan
- Tretjärnsskolan, Kummingatan
- Tröttebäcksskolan, Fjädermolnsgatan 26
- Tynneredsskolan, Safirgatan 14
- Tångenskolan, Tångenvägen 11

U
- Utbynässkolan, Vallareleden
- Utmarksskolan, Aprilgatan 2-4
- Vetteskolan, Temperaturgatan
- Vinterskolan, Dimvädersgatan 1-18
- Vårskolan, Solvädersgatan 47-53
- Västerhedsskolan, Sjupundsgatan
- Vättnedalsskolan, Smaragdgatan 28

Å
- Nya Åkeredsskolan, Nya Brungatan 10
- Ånässkolan, Falkgatan 8

Ä
- Ättehögsskolan, Kaggeledsgatan 36

Ö
- Östra Hagaskolan, Skolgatan 22